# Puchar Świata w Zapasach 2018 – styl wolny kobiet
Zawody Pucharu Świata w 2018 roku w stylu wolnym kobiet odbyły w dniach 17 – 18 marca w Takasaki w Japonii na terenie „Takasaki Arena”.

## Ostateczna kolejność drużynowa
| Poz. | Państwo           |
| ---- | ----------------- |
|      | Japonia           |
|      | Chiny             |
|      | Mongolia          |
| 4.   | Stany Zjednoczone |
| 5.   | Kanada            |
| 6.   | Białoruś          |
| 7.   | Rumunia           |
| 8.   | Szwecja           |

## Wyniki

### Grupa A
| Grupa A              |
| -------------------- |
| 1. Japonia           |
| 2. Stany Zjednoczone |
| 3. Kanada            |
| 4. Szwecja           |

### Mecze
Wyniki:
- Japonia –  Stany Zjednoczone 8-2
- Japonia –  Kanada 8-2
- Japonia –  Szwecja 10-0
- Stany Zjednoczone –  Kanada 8-2
- Stany Zjednoczone –  Szwecja 9-1
- Kanada –  Szwecja 9-1

### Grupa B
| Grupa B     |
| ----------- |
| 1. Chiny    |
| 2. Mongolia |
| 3. Białoruś |
| 4. Rumunia  |

### Mecze
Wyniki:
- Chiny –  Mongolia 9-1
- Chiny –  Białoruś 10-0
- Chiny –  Rumunia 10-0
- Mongolia –  Białoruś 6-4
- Mongolia –  Rumunia 8-2
- Białoruś –  Rumunia 7-3

### Finały
- 7-8  Szwecja –  Rumunia 5-5 (tech. 22-24)
- 5-6  Kanada –  Białoruś 5-5 (tech. 24-21)
- 3-4  Stany Zjednoczone –  Mongolia 4-6
- 1-2  Japonia –  Chiny 6-4

### Klasyfikacja indywidualna
| Waga  |                                  |                         |                                                  | 4                                 | 5                                | 6                       | 7                    | 8                     |
| ----- | -------------------------------- | ----------------------- | ------------------------------------------------ | --------------------------------- | -------------------------------- | ----------------------- | -------------------- | --------------------- |
| 50 kg | Miho Igarashi Yuki Irie          | Sun Yanan Zhu Jiang     | Erdensüchijn Narangerel Cogt-Ocziryn Namuunceceg | Victoria Anthony Erin Golston     | Jessica MacDonald                | Ksienija Stankiewicz    | Alina Vuc            | Lovisa Ljungström     |
| 53 kg | Haruna Okuno Yu Miyahara         | Ouyang Junling          | Ganbaataryn Otgondżargal Erdenczimegijn Sum’jaa  | Haley Augello Sarah Hildebrandt   | Diana Weicker                    | Wanesa Kaładzinska      | Estera Dobre         | Daniela Lundström     |
| 55 kg | Saki Igarashi Mayu Mukaida       | Zhang Qi Xie Mengyu     | Erchembajaryn Dawaaczimeg                        | Becka Leathers Jacarra Winchester | Jade Parsons                     | Iryna Kuraczkina        | Simona Pricob        | Liliana Juarez        |
| 57 kg | Katsuki Sakagami Sae Nanjō       | Rong Ningning Yang Nan  | Altancecegijn Batceceg                           | Allison Ragan                     | Samantha Stewart                 | Zalina Sidakowa         | Kateryna Żydaczewśka | Sara Johanna Lindborg |
| 59 kg | Yukako Kawai Yuzuru Kumano       | Bao Lingling Pei Xingru | Baatardżawyn Szoowdor                            | Kayla Miracle                     | Emily Schaefer                   | Kaciaryna Januszkiewicz | ----                 | Emma Johansson        |
| 62 kg | Yurika Itō Risako Kawai          | Luo Xiaojuan            | Pürewdordżijn Orchon                             | Mallory Velte                     | Jessica Brouillette              | Wieranika Iwanowa       | Kriszta Incze        | Therese Persson       |
| 65 kg | Kiwa Sakae Ayana Gempei          | Tang Chuying            | Sorondzonboldyn Batceceg                         | Forrest Molinari Julia Salata     | Braxton Stone                    | Kryscina Fiedaraszka    | Adina Popescu        | Moa Nygren            |
| 68 kg | Miwa Morikawa Sara Doshō         | Zhou Feng               | Szarchüügijn Tümenceceg                          | Tamyra Mensah                     | Olivia di Bacco Danielle Lappage | Hanna Sadczanka         | Alexandra Anghel     | Alexandra Sandahl     |
| 72 kg | Masako Furuichi Naruha Matsuyuki | Wang Juan Han Yue       | Oczirbatyn Nasanburmaa                           | Victoria Francis                  | Erica Wiebe                      | ----                    | Cătălina Axente      | Jenny Fransson        |
| 76 kg | Hiroe Suzuki Yasuha Matsuyuki    | Zhou Qian Pa Liha       | Amgalanbaataryn Czancalnjamaa                    | Adeline Gray                      | Justina Di Stasio                | Wasilisa Marzaluk       | ----                 | Denise Makota-Ström   |